# Émilie Broisat
Émilie Augustine Broisat, née le 30 novembre 1846 à Paris et morte le 29 août 1929 à Cannes, est une actrice française.

## Biographie
Elle commença sa carrière au Vaudeville, en 1867, dans une pièce de Sardou, la Maison neuve. Du Vaudeville, elle s’en alla à Bruxelles. Elle  y passa trois années, puis alla remplacer Desclée à Turin. À son retour à Paris, elle est engagée à la Comédie-Française, en 1874. Elle y joua le rôle d’Hermine dans La Souris, une comédie en trois actes, d’Édouard Pailleron, représentée le 18 novembre 1887.
Elle est inhumée au cimetière du Père-Lachaise (71e division).

## Théâtre

### Comédie-Française
Entrée en 1874
Nommée 302e sociétaire en 1877
Départ en 1894
- 1877 : Chatterton d'Alfred de Vigny : Kitty Bell
- 1878 : Le Misanthrope de Molière : Eliante
- 1879 : L'École des maris de Molière : Isabelle
- 1880 : L'Impromptu de Versailles de Molière : Mlle De Brie
- 1880 : Le Bourgeois gentilhomme de Molière : Dorimène
- 1885 : Denise d'Alexandre Dumas fils : Thouvenin
- 1886 : Le Misanthrope de Molière : Eliante
- 1887 : La Souris d'Édouard Pailleron : Hermine